# Margarete Müller (Managerin, 1956)
Margarete Müller (* 1956 in Wegberg) war von 2013 bis 2021 Präsidentin der Hauptverwaltung der Deutschen Bundesbank in Nordrhein-Westfalen und somit eine der wenigen Frauen in einer Führungsposition der deutschen Finanzwirtschaft.

## Leben, Ausbildung und Werdegang
Nach dem Abitur absolvierte Müller von 1971 bis 1974 eine Ausbildung zur Bankkauffrau bei der Kreissparkasse Heinsberg und studierte von 1975 bis 1982 Wirtschaftswissenschaften an der Universität Wuppertal mit dem Abschluss Dipl.-Ökonomin.
Nach einer kurzen Tätigkeit als Finanzanalystin bei der Dresdner Bank in Frankfurt am Main trat Müller am 1. September 1982 in den Dienst der Landeszentralbank in Nordrhein-Westfalen ein. Hier übte sie bis 2011 leitende Tätigkeiten u. a. als Direktorin der Filialen Mönchengladbach und Aachen sowie als Referatsleiterin Bonitätsanalyse und Wertpapiere aus. Von 2011 bis 2013 war sie Bereichsleiterin Innen- und Filialbetrieb der Hauptverwaltung in Frankfurt.
Seit Oktober 2013 war Müller Präsidentin der Hauptverwaltung der Deutschen Bundesbank in Nordrhein-Westfalen mit Filialen in Bielefeld, Bochum, Dortmund, Essen, Hagen und Köln und ca. 1.000 Mitarbeitern, wovon am Hauptstandort Düsseldorf etwa 800 bis 900 arbeiten. Sie tritt in dieser Funktion auch bei Veranstaltungen als Referentin zu finanzpolitischen Themen auf. Sie ist Mitglied im Beirat des Centre for Financial Research (CFR) der Universität Köln.
Müller ist verheiratet, hat zwei Söhne und lebt in Wegberg.